# Pantheon (série télévisée)
Pour les articles homonymes, voir Panthéon (homonymie).
Pantheon est une série télévisée d'animation américaine en huit épisodes d'environ 42 minutes réalisée par Craig Silverstein et diffusée entre le 1er septembre et le 13 octobre 2022 sur AMC+. La deuxième saison est sortie sur Amazon Prime Video le 15 octobre 2023 pour l'Australie et la Nouvelle-Zélande.
Cette série est inédite dans tous les pays francophones.

## Synopsis
Maddie est cyberharcelée par les filles de son lycée. Elle peine à se confier à sa mère à qui elle parle peu depuis le décès de son père, 2 ans auparavant. Mais un jour une étrange boîte de dialogue s'affiche sur son ordinateur, et un mystérieux allié retourne le cyberharcèlement dont Maddie fait l'objet contre ses instigatrices. L'inconnu ne parle que par émoticônes et la mère de Maddie semble le connaître. De son côté, Caspian est un lycéen aux talents de hacker à ses heures perdues. Il tente de faire profil bas et de vivre sa vie malgré les disputes incessantes de ses parents.

## Voix originales
Sauf indication contraire, les informations mentionnées dans cette section peuvent être confirmées par les bases de données cinématographiques IMDb et Allociné,  présentes dans la section « Liens externes ».
- Katie Chang : Maddie
- Chris Diamantopoulos : Pope
- Scoot McNairy : Cody
- Paul Dano : Caspian
- Daniel Dae Kim : David
- William Hurt : Stephen Holstrom
- Corey Stoll
- Ron Livingston : Waxman
- Lara Pulver
- Maude Apatow : Justine
- Taylor Schilling : Renee
- Aaron Eckhart : Cary
- Rosemarie DeWitt : Ellen
- Raza Jaffrey : Chanda
- Odeya Rush : Samara
- Tisha Campbell : Pasha Coupet

## Production
En janvier 2023, la série a été annulée après une saison, alors que la production de la saison deux était presque terminée,. La série a été immédiatement retirée de la plateforme.
Lors de la sortie de la saison 2 sur Amazon Prime Video en Australie et en Nouvelle-Zélande en octobre 2023, la saison 1 a aussi été importée sur la plateforme.

## Épisodes

### Première saison (2022)
1. Pantheon
2. Cycles
3. Reign of Winter
4. The Gods Will Not Be Chained
5. Zero Daze
6. You Must Be Caspian
7. We Are You
8. The Gods Will Not Be Slain

### Deuxième saison (2023)
Cette deuxième saison a été produite, mais demeure inédite.